# Districtul Tamási
Tamási (în maghiară Tamási járás) este un district în județul Tolna, Ungaria.
Districtul are o suprafață de 1 019,94 km2 și o populație de 38.795 locuitori (2013).

## Localități
- Belecska
- Diósberény
- Dúzs
- Értény
- Felsőnyék
- Fürged
- Gyönk
- Hőgyész
- Iregszemcse
- Kalaznó
- Keszőhidegkút
- Kisszékely
- Koppányszántó
- Magyarkeszi
- Miszla
- Mucsi
- Nagykónyi
- Nagyszokoly
- Nagyszékely
- Nagyszékely
- Pincehely
- Pári
- Regöly
- Simontornya
- Szakadát
- Szakály
- Szárazd
- Tamási
- Tolnanémedi
- Udvari
- Újireg
- Varsád